# Zlatá Přilba w Pardubicach 1966
XVIII Turniej żużlowy – Zlatá Přilba odbył się 17-18 września 1966 roku.

## Mały Finał
| Msc. | Zawodnik          | Kraj            | Pkt |  |  |
| ---- | ----------------- | --------------- | --- |  |  |
| 1    | Ove Fundin        | Szwecja         |     |  |  |
| 2    | Antonín Kasper    | Czechosłowacja  |     |  |  |
| 3    | Charlie Monk      | Australia       |     |  |  |
| 4    | Stanislav Kubíček | Czechosłowacja  |     |  |  |
| 5    | Norman Hunter     | Wielka Brytania |     |  |  |
| 6    | Wiktor Trofimow   | ZSRR            |     |  |  |

## Wielki Finał
| Msc. | Zawodnik          | Kraj           | Pkt |  |  |
| ---- | ----------------- | -------------- | --- |  |  |
| 1    | Igor Plechanow    | ZSRR           |     |  |  |
| 2    | Barry Briggs      | Nowa Zelandia  |     |  |  |
| 3    | Boris Samorodow   | ZSRR           |     |  |  |
| 4    | František Ladecký | Czechosłowacja |     |  |  |
| 5    | Luboš Tomíček     | Czechosłowacja |     |  |  |
| 6    | Farit Szajnurow   | ZSRR           |     |  |  |